# Майк Девіс (урбаніст)
Майк Девіс (англ. Mike Davis; 10 березня 1946 — 25 жовтня 2022) — американський публіцист, політичний активіст, міський теоретик та історик. Найбільш відомий своїми дослідженнями влади та соціального класу в Південній Каліфорнії.

## Життєпис
Народився у Фонтані, штат Каліфорнія, виріс в Ель-Кахоні, штат Каліфорнія. Під час навчання працював м'ясорубом і водієм вантажівки, а також був активістом Конгресу расової рівності та Студентів за демократичне суспільство. Навчався в коледжі Рід в середині 1960-х, але не розпочав свою академічну кар'єру до початку 1970-х, коли здобув ступінь бакалавра та магістра в Каліфорнійському університеті в Лос-Анджелесі .
Девіс стверджував, що однією з причин, що спонукала його повернутися до навчання після роботи, був жорстокий страйк.
Професор-емерит Каліфорнійського університету в Ріверсайді та редактор журналу New Left Review . Викладав теорію міст у Південно-Каліфорнійському інституті архітектури та в Університеті Стоні Брук, перш ніж отримав посаду в Каліфорнійському університеті.

## Праці

### Книжки
- Beyond Blade Runner: Urban Control, The Ecology of Fear (1992)
- Prisoners of the American Dream: Politics and Economy in the History of the U.S. Working Class (1986)
- City of Quartz: Excavating the Future in Los Angeles (1990)
- ¿Quién mató a Los Ángeles? (1994)
- Ecology of Fear: Los Angeles and the Imagination of Disaster (1998)
- Casino Zombies: True Stories From the Neon West (1999)
- Magical Urbanism: Latinos Reinvent the U.S. Big City (2000)
- Late Victorian Holocausts: El Niño Famines and the Making of the Third World (2001)
- The Grit Beneath the Glitter: Tales from the Real Las Vegas, edited with Hal Rothman (2002)
- Dead Cities, And Other Tales (2003)
- Under the Perfect Sun: The San Diego Tourists Never See, with Jim Miller and Kelly Mayhew (2003)
- Cronache Dall’Impero (2005)
- The Monster at Our Door: The Global Threat of Avian Flu (2005)
- Planet of Slums: Urban Involution and the Informal Working Class (2006)
- No One Is Illegal: Fighting Racism and State Violence on the U.S.-Mexico Border, with Justin Akers Chacon (2006)
- Buda's Wagon: A Brief History of the Car Bomb (2007)
- In Praise of Barbarians: Essays against Empire (2007)
- Old Gods, New Enigmas: Marx's Lost Theory (2018)
- Set the Night on Fire: L.A. in the Sixties, co-authored by Jon Wiener (2020)

### Переклади українською
- Хто побудує ковчег? [Архівовано 14 квітня 2021 у Wayback Machine.] // Спільне, 1 вересня 2010